# Gera (rivier)
De Gera is een rivier die door de Duitse deelstaat Thüringen loopt.

## Verloop
De Gera ontspringt in het Thüringer Woud, ten westen van Ilmenau. Daar wordt ze gervormd in Plaue, door de samenvloeiing van de Wilde Gera en de Zahme Gera. De grootste steden langs de Gera zijn Arnstadt en Erfurt. De rivier mondt in Straußfurt uit in de Unstrut. De totale lengte van de Gera (inclusief Wilde Gera) is 85 kilometer.
- Gemeinsame Normdatei: 4092830-5
- Nationale Bibliotheek van Tsjechië: ge622601
- Système universitaire de documentation: 097925241
- Virtual International Authority File: 235011362